# Кубок Румунії з футболу 1997—1998
Кубок Румунії з футболу 1997—1998 — 60-й розіграш кубкового футбольного турніру в Румунії. Титул здобув Рапід (Бухарест).

## 1/16 фіналу
| Команда 1                   | Рахунок      | Команда 2                  |
| --------------------------- | ------------ | -------------------------- |
| 12 листопада 1997           |              |                            |
| Марамуреш (Бая-Маре) (2)    | 0:2          | Арджеш                     |
| Мідія (Неводарі) (2)        | 0:1          | Рапід (Бухарест)           |
| Дунеря (Келераші) (2)       | 1:3          | Стяуа                      |
| Газ Метан (2)               | 1:0          | Чахлеул                    |
| Корвінул (Хунедоара) (2)    | 0:1          | Динамо (Бухарест)          |
| Метром (Брашов) (2)         | 0:1          | Бакеу                      |
| Ламінорул (Роман) (3)       | 2:5          | Оцелул (Галац)             |
| Біхор (Орадя) (3)           | 4:0          | Джиул (Петрошань)          |
| Політехніка Тімішоара (2)   | 1:2          | Спортул Студенцеск         |
| Дипломатік (Фокшани) (3)    | 0:1 дч       | Фарул (Констанца)          |
| Електропутере (Крайова) (2) | 1:0          | Петролул (Плоєшті)         |
| Апулум (Алба-Юлія) (2)      | 2:1          | Решица                     |
| Глорія (Бузеу) (2)          | 3:2          | Університатя (Клуж-Напока) |
| Фореста (Сучава)            | 2:2 пен. 3:4 | Університатя (Крайова)     |
| Глорія (Бистриця)           | 3:2 дч       | Хіндія (Тирговіште)        |
| Пояна-Кимпіна (2)           | 1:1 пен. 4:2 | Націонал (Бухарест)        |

## 1/8 фіналу
| Команда 1              | Рахунок | Команда 2                   |
| ---------------------- | ------- | --------------------------- |
| 2 грудня 1997          |         |                             |
| Стяуа                  | 3:1     | Пояна-Кимпіна (2)           |
| 3 грудня 1997          |         |                             |
| Динамо (Бухарест)      | 2:0     | Апулум (Алба-Юлія) (2)      |
| Оцелул (Галац)         | 6:0     | Глорія (Бузеу) (2)          |
| Бакеу                  | 3:1     | Електропутере (Крайова) (2) |
| Арджеш                 | 1:0     | Біхор (Орадя) (3)           |
| Рапід (Бухарест)       | 2:1     | Газ Метан (2)               |
| Глорія (Бистриця)      | 0:1     | Спортул Студенцеск          |
| Університатя (Крайова) | 5:2     | Фарул (Констанца)           |

## 1/4 фіналу
| Команда 1         | Рахунок      | Команда 2              |
| ----------------- | ------------ | ---------------------- |
| 25 лютого 1998    |              |                        |
| Арджеш            | 1:1 пен. 4:2 | Стяуа                  |
| Динамо (Бухарест) | 1:0          | Оцелул (Галац)         |
| Бакеу             | 1:2 дч       | Університатя (Крайова) |
| Рапід (Бухарест)  | 1:0          | Спортул Студенцеск     |

## 1/2 фіналу
| Команда 1        | Рахунок | Команда 2              |
| ---------------- | ------- | ---------------------- |
| 25 березня 1998  |         |                        |
| Арджеш           | 0:1     | Університатя (Крайова) |
| Рапід (Бухарест) | 2:1     | Динамо (Бухарест)      |

## Фінал
| 6 травня 1998 |

| Рапід (Бухарест)     | 1:0      | Університатя (Крайова) |
| -------------------- | -------- | ---------------------- |
| Марінеску 67' (пен.) | Протокол |                        |

| Національний стадіон, Бухарест Глядачів: 65 000 Арбітр: Марчел Ліка |